# Châtenay (Saône-et-Loire)
Châtenay é uma comuna francesa na região administrativa de Borgonha-Franco-Condado, no departamento Saône-et-Loire. Estende-se por uma área de 8 km². Em 2010 a comuna tinha 169 habitantes (densidade: 21,1 hab./km²).